# ویلی براون (بازیکن فوتبال، زاده ۱۹۳۸)
ویلی براون (انگلیسی: Willie Brown؛ زادهٔ ۲۵ نوامبر ۱۹۳۸) بازیکن فوتبال اهل بریتانیا است.
از باشگاه‌هایی که در آن بازی کرده‌است می‌توان به باشگاه فوتبال سنت میرن اشاره کرد.